# Walker Percy
Walker Percy, född 28 maj 1916 i Birmingham, Alabama, död 10 maj 1990 i Covington, Louisiana, var en amerikansk romanförfattare. Han växte upp i Alabama och Mississippi och hans sydstatsidentitet är genomgående i hans böcker. Efter medicinstudier vid Columbia University konverterade Percy till katolicismen 1946 och började skriva essäer om filosofi och religion. Han romandebuterade 1961 med Biobesökaren, som tilldelades National Book Award och förblev hans mest lästa verk.
Percys återkommande tema är den enskildes förhållande till Gud och universum, i vilket han blandar vetenskaplig positivism med kristen humanism. En av hans främsta inspirationskällor var filosofen Søren Kierkegaard.